# Hyptiastis
Hyptiastis é um gênero de traça pertencente à família Agonoxenidae.